# Сан Бенињо Канавезе
Сан Бенињо Канавезе (итал. San Benigno Canavese) је насеље у Италији у округу Торино, региону Пијемонт.
Према процени из 2011. у насељу је живело 5214 становника. Насеље се налази на надморској висини од 212 м.

## Становништво
Према резултатима пописа становништва 2011. у општини је живело 5.615 становника.
| 1931. | 1936. | 1951. | 1961. | 1971. | 1981. | 1991. | 2001. | 2011. |
| ----- | ----- | ----- | ----- | ----- | ----- | ----- | ----- | ----- |
| 2.589 | 2.419 | 2.603 | 2.673 | 2.757 | 4.437 | 5.160 | 5.154 | 5.615 |